# Rajd Safari 1989
Rajd Safari (37. Marlboro Safari Rally) – 37 Rajd Safari rozgrywany w Kenii w dniach 23-27 marca. Była to czwarta runda Rajdowych mistrzostw świata w roku 1989. Rajd został rozegrany na nawierzchni szutrowej. Bazą rajdu było miasto Nairobi. 

## Wyniki końcowe rajdu[1]
| Msc. | Kierowca          | Pilot           | Samochód                | Czas     | Strata   | Grupa | Punkty |
| ---- | ----------------- | --------------- | ----------------------- | -------- | -------- | ----- | ------ |
| 1    | Miki Biasion      | Tiziano Siviero | Lancia Delta Integrale  | 6:55.27  | 0.0      | A8    | 20     |
| 2.   | Mike Kirkland     | Robin Nixon     | Nissan 200SX            | 8:16.11  | +1:21.44 | A4    | 15     |
| 3.   | Stig Blomqvist    | Björn Cederberg | Volkswagen Golf GTI 16V | 9:17.39  | +2:22.12 | A3    | 12     |
| 4.   | Björn Waldegård   | Fred Gallagher  | Toyota Supra Turbo      | 9:46.23  | +2:50.27 | A4    | 10     |
| 5.   | Ian Duncan        | Ian Munro       | Toyota Supra Turbo      | 9:57.28  | +3:02.01 | A4    | 8      |
| 6.   | Vic Preston       | John Lyall      | Nissan 200SX            | 10:35.21 | +3:39.54 | A4    | 6      |
| 7.   | Peter Bourne      | Rodger Freeth   | Subaru RX Turbo         | 10:38.45 | +3:43.18 | A8    | 4      |
| 8.   | Erwin Weber       | Matthias Feltz  | Volkswagen Golf GTI 16V | 11:04.10 | +4:08.43 | A3    | 3      |
| 9.   | Jim Heather-Hayes | Anton Levitan   | Subaru RX Turbo         | 11:08.07 | +4:12.40 | A8    | 2      |
| 10.  | Alex Fiorio       | Giacomo Luchi   | Lancia Delta Integrale  | 12:26.12 | +5:30.45 | A8    | 1      |

## Klasyfikacja po 4 rundach
Tabele przedstawiają tylko pięć pierwszych miejsc.

### Kierowcy
| Lp. | Kierowca        | Pkt |
| --- | --------------- | --- |
| 1   | Miki Biasion    | 60  |
| 2   | Ingvar Carlsson | 20  |
| 3   | Stig Blomqvist  | 20  |
| 4   | Per Eklund      | 15  |
| 5   | Didier Auriol   | 15  |

### Producenci
| Lp. | Producent | Pkt |
| --- | --------- | --- |
| 1   | Lancia    | 60  |
| 2   | Mazda     | 24  |
| 3   | Toyota    | 22  |
| 4   | Nissan    | 17  |
| 5   | Audi      | 14  |